# Bengt Holmstrand (arkitekt)

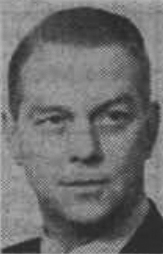
Bengt Holmstrand

Bengt Hjalmar Holmstrand, född 10 februari 1912 i Otterstads församling, Skaraborgs län, död 28 januari 2008 i Uddevalla, var en svensk arkitekt.
Holmstrand, som var son till kyrkoherde Hjalmar Holmstrand och Märta Karlén, avlade studentexamen i Borås 1930 och utexaminerades från Kungliga Tekniska högskolan 1935. Han blev arkitekt på stadsarkitektkontoret och länsarkitektkontoret i Karlstad 1935, assistent på länsarkitektkontoret i Jönköping 1938, stadsarkitekt i Huskvarna stad och distriktsarkitekt för kringliggande kommuner 1944, stadsarkitekt i Lidköpings stad 1948, i Uddevalla stad 1949 och i Lidingö stad 1960. Han bedrev egen arkitektverksamhet 1935–1938 och 1944–1949.